# Goj (Silésie)
Pour l’article homonyme, voir GOJ.
Goj est une localité polonaise de la gmina de Wielowieś, située dans le powiat de Gliwice en voïvodie de Silésie.